# Nyazeelandmanand
Finschand (Chenonetta finschi) är en utdöd fågelart i familjen änder inom ordningen andfåglar som tidigare förekom i Nya Zeeland. 

## Tidigare förekomst och släktskap
Nyazeelandmananden var endemisk för Nya Zeeland och möjligen en gång i tiden den allra vanligaste anden där, ett antagande byggt på mängden av fossila lämningar. Ursprungligen placerades den i ett eget släkte Euryanas, men studier visar att den är nära släkt med manand (Chenonetta jubata).

## Utseende och levnadssätt
Nyazeelandmananden var mycket större än mananden och vägde troligen dubbelt så mycket, 1-2 kg. Den hade också kraftigare ben och mycket reducerade vingar som gjorde den flygoförmögen. Kunskapen om hur den levde är begränsad. Dess lämningar har funnits på många platser i Nya Zeeland och den verkar inte ha varit lika bunden till vatten som andra änder.

## Utdöende
Arten tros ha dött ut på grund av jakt och av predation från invasiva arter, framför allt råttor. Liksom många flygoförmögna fågelarter i Nya Zeeland har dess lämningar funnits i maoriers kökkenmöddingar. Beräkningar med kol-14-metoden visar att de yngsta benlämningarna är från 1400-talet till 1600-talet. En beskrivning av en stor flygoförmögen dödad i Opotiki ger vid handen att finschanden kan ha överlevt till 1870.

## Namn
Fågelns vetenskapliga artnamn hedrar den tyske zoologen Otto Finsch (1839-1917). Fram tills nyligen kallades den även finschand på svenska, men justerades 2022 till ett mer informativt namn av BirdLife Sveriges taxonomikommitté.

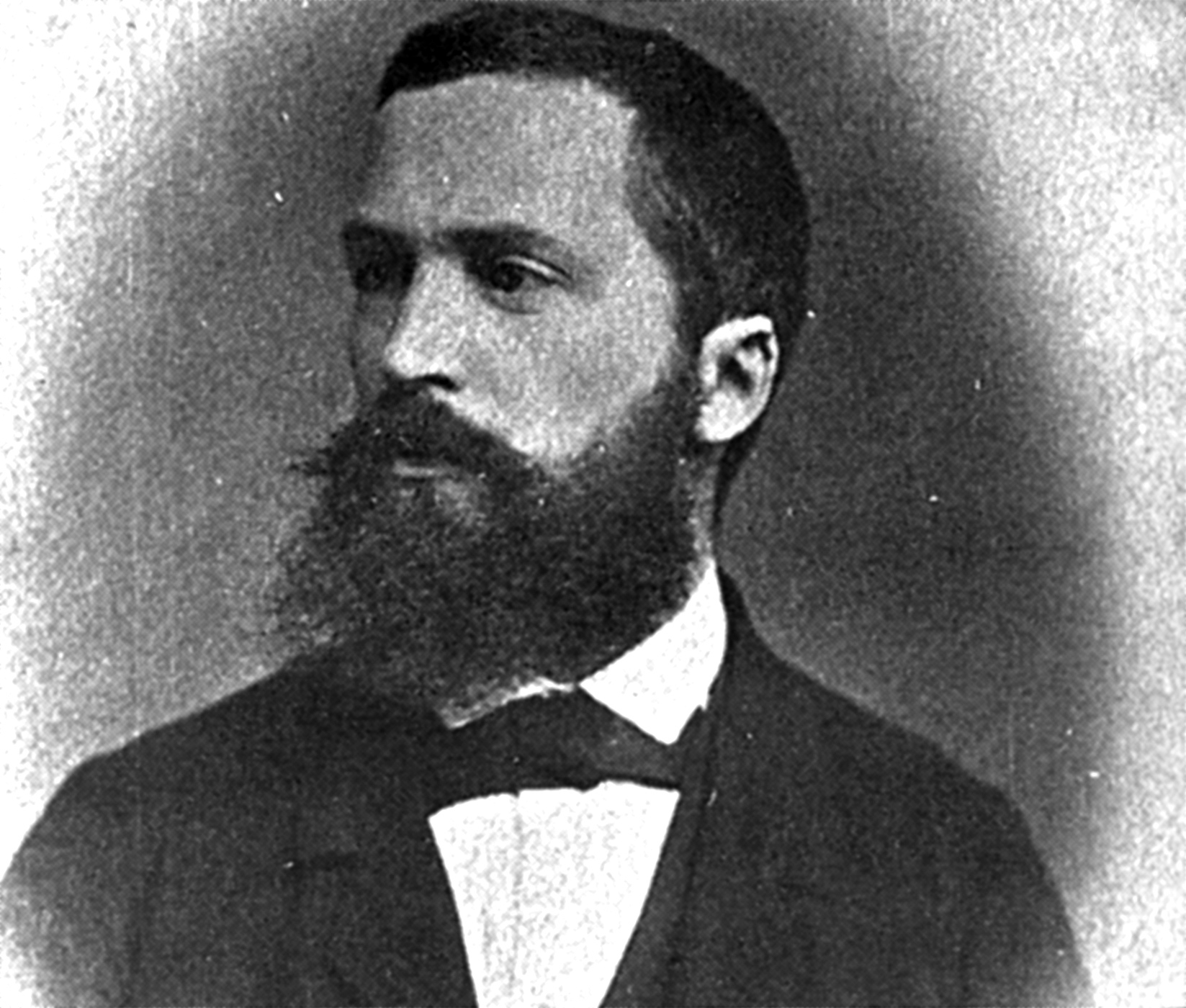
Zoologen Otto Finsch som fått ge namn åt fågeln.